# Abc (art berlin contemporary)

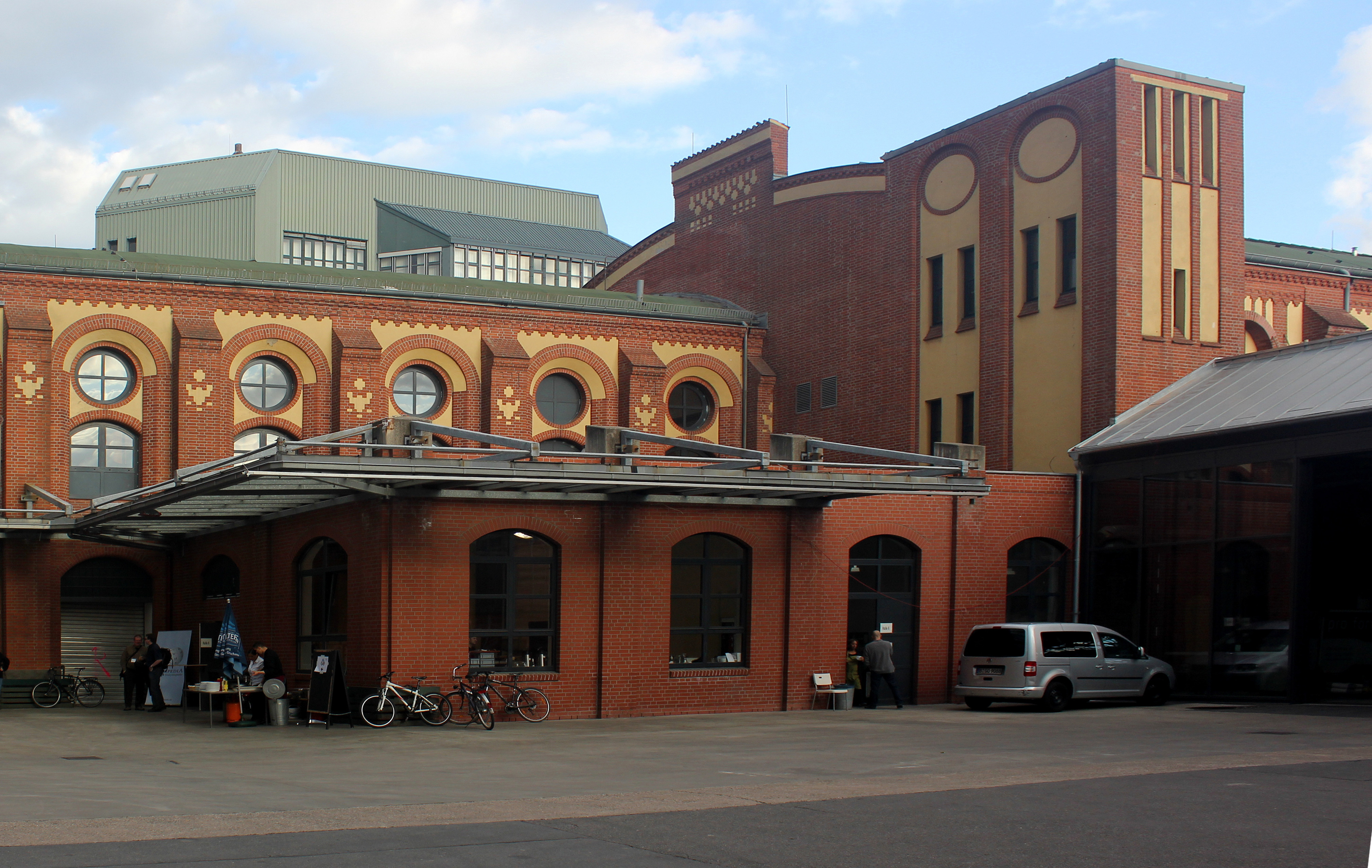
La Station Berlin

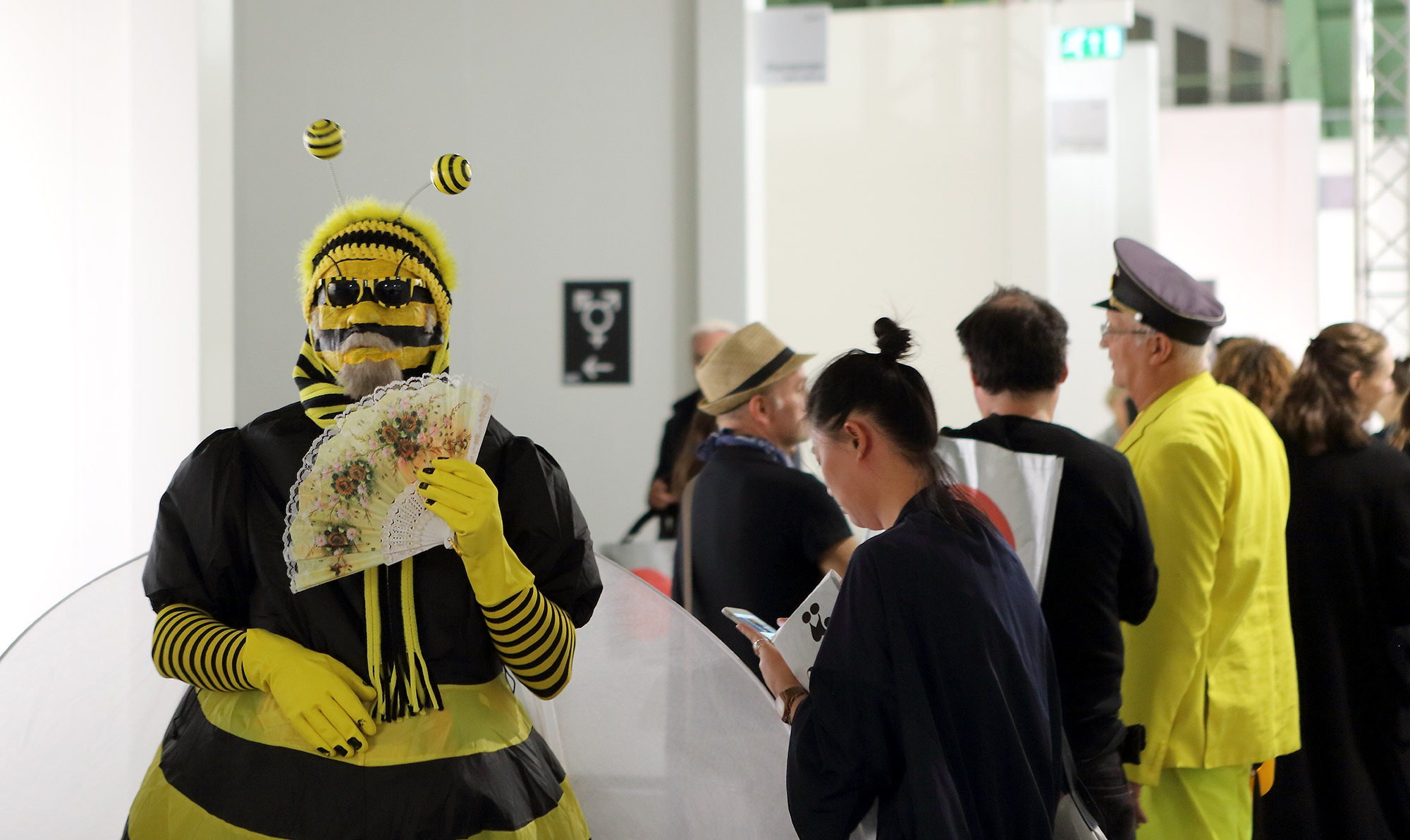
El artista Vincent van Volkmer (como una abeja) en el abc - art berlin contemporary, 2017

abc (art berlin contemporary) es una feria de arte contemporáneo en la que participan tanto galerías alemanas como internacionales y que se celebra anualmente durante el mes de septiembre en Berlín. En esta feria, que sigue la dinámica propia de una exposición, cada galería exhibe la obra de un artista. Así pues, el centro de atención son las obras: las galerías que participan no se presentan con su programa, sino como productoras de sus artistas.
abc es una iniciativa privada de nueve galerías berlinesas: Galerie Guido W. Baudach, Mehdi Chouakri, Galerie Kamm, Meyer Riegger, Galerie Neu, Neugerriemschneider, Esther Schipper, Zak Branicka y Berlin Art Week, proyecto asociado a abc que fue fundado en 2012. En septiembre de 2012 Maike Cruse ejerció como directora y, desde noviembre de 2012 hasta junio de 2013, Cédric Aurelle fue el director general. En la actualidad, el cargo de directora general lo desempeña Christiane Rhein, antigua directora de proyecto de la asociación.

## Historia
En 1996 tuvo lugar en Berlín por primera vez la feria de arte contemporáneo Art Forum Berlin en el recinto ferial Messe Berlin, donde se encuentra la Torre de radio. Como complemento a esta feria, un grupo de galerías de Berlín fundó abc en 2008. Al principio, fueron 75 las galerías invitadas a la antigua estación de correos Station Berlin, situada cerca de la estación de metro de Gleisdreieck, donde se exhibieron alrededor de 75 obras que incluían esculturas, instalaciones artísticas y videoarte. La idea era exhibir proyectos individuales mediante una selección precisa de pocos objetos sin acondicionar las salas para las galerías invitadas. Al año siguiente, abc presentó bajo el título def (drafts establishing future) una exposición de obras de arte público en la Academia de las Artes en Tiergarten. En 2010 abc escogió el pabellón Marshall-Haus, situado en el recinto ferial, para albergar el evento. Bajo el título light camera action se planteaban cuestiones complejas sobre lo cinematográfico en el arte contemporáneo y en su aspecto performativo.
Al principio estaba prevista una fusión del Art Forum Berlin con la feria abc que fracasó. Messe Berlin reprochó a abc que monopolizara el mercado de arte berlinés y que le hiciera la competencia al Art Forum Berlin, lo que provocó la suspensión del mismo en 2011. Sin embargo, los factores que sobre todo pudieron haber sido decisivos para el cierre del Art Forum Berlin fueron: el emplazamiento del recinto ferial (alejado del mundo del arte), la proximidad temporal a otras ferias de arte internacionales y las consecuencias económicas negativas que todo esto suponía.
En 2011 abc volvió a celebrarse en Station Berlin y presentó con su exposición about painting pinturas contemporáneas de unos 120 artistas, así como instalaciones, obras en papel, vídeos, fotografías y esculturas, con un interés contextual en este medio clásico. El evento fue descrito como una combinación de exposición temática y venta de arte y como la mejor edición de abc hasta la fecha. En 2012 fueron las propias galerías las que por primera vez decidieron su ubicación en la feria. Además, una de las instituciones invitadas, la Artists Space de Nueva York, organizó un Bazaar (zona destinada a formas de producción cultural distintas del convencional sistema de galerías), dos intervenciones y un ciclo de conferencias. Al mismo tiempo, se llevó a cabo la feria de libros de arte Miss Read en las instalaciones de abc. Participaron 129 galerías de 19 países, entre las que se incluían galerías de reciente apertura y galerías de reconocimiento mundial. En 2013 abc volvió a celebrarse del 19 al 22 de septiembre en la Station Berlin.

## Arquitectura
La arquitectura de la edición de 2012 fue desarrollada por Manuel Raeder y analizaba de manera crítica la arquitectura de las exposiciones temporales. En lugar de construir costosas infraestructuras desechables, basaba el plan en estructuras reutilizables ya existentes que, combinadas con sistemas de exposición especialmente desarrollados, formaban un ambiente sostenible y económico. De esta forma, las galerías pudieron crear un espacio propio de exposición para pinturas, esculturas o instalaciones.

## Relevancia y organización
Berlín es un lugar de producción de arte contemporáneo a nivel internacional. Además del Gallery Weekend en primavera, la Berlin Art Week es también, junto con la cofundadora abc, un factor económico muy importante en Berlín. Tras el cierre del Art Forum Berlin, abc está considerada como la atracción principal del mercado de arte berlinés, así como lo más destacado de la Berlin Art Week. Además, abc encaja especialmente con el carácter experimental de Berlín.